# چاغی، پاکستان
چاغی (به انگلیسی: Chagai) یک شهر در پاکستان است که در ایالت بلوچستان واقع شده‌است.